# Ersatz-Zenta-Klasse
Diese drei Kreuzer waren als Fortsetzung der sogenannten Rapidkreuzer der Marine Österreich-Ungarns gedacht. Die Projektbezeichnung der Schiffe lautete „Kreuzer K“, „Kreuzer L“ und „Kreuzer M“. Ihre Planung erfolgte im Hinblick auf den sich abzeichnenden militärischen Konflikt mit Italien.

Gefordert wurden:
- Deplacement von 4500 bis 4800 t,
- Turbinenantrieb für eine Höchstgeschwindigkeit von 29,5 bis 30 kn,
- Hauptbewaffnung 12 bis 14 12-cm-Geschütze sowie vier Torpedorohre,
- Panzerung nach Möglichkeit.

Auf Wunsch des Thronfolgers Erzherzog Franz Ferdinand sollte eine Einheit als „Yachtkreuzer“ mit Räumlichkeiten für ihn und seinen Hofstaat gebaut werden. An dem 1913 vom Marinetechnischen Komitee ausgelobten Konstruktionswettbewerb beteiligten sich lediglich zwei ernstzunehmende Konstrukteure, Silvius Morin und Ernst Fiala. Die Kommission des MTK entschied sich am 14. April 1914 für den Entwurf „II b“ von Fiala. Der Zeitplan sah für die Kiellegung von „K“ ursprünglich den 1. Juli 1914 vor, für „L“ und „M“ den 1. Juli 1915. Gebaut werden sollten die Schiffe bei Ganz & Co – Danubius in Fiume. Nach dem Ausbruch des Ersten Weltkriegs wurde das Projekt auf die Zeit nach dem Krieg verschoben.

Im Herbst 1914 wurden noch Schleppversuche in der Königlichen Versuchsanstalt für Wasserbau und Schiffbau in Berlin durchgeführt. Auch arbeitete Fiala zumindest bis 1915 an den Entwürfen weiter. Zu diesem Zeitpunkt forderte das Marinekommando bereits eine Bewaffnung mit zwei 19-cm- und sechs 15-cm-Geschützen sowie einen Panzergürtel von 120–150 mm.